# District d'al-Qutayfah
Le District d'al-Qutayfah (en arabe : منطقة القطيفة, manṭiqat al-Qutayfah) est l'un des dix districts du Gouvernorat de Rif Dimachq, situé dans le sud de la Syrie ; son centre administratif est la ville d'al-Qutayfah. D'après le Bureau central des statistiques syrien, sa population était de 119 283 habitants en 2004.

## Sous-districts
Le district d'al-Qutayfah est divisé en quatre sous-districts (ou nahiés), (population en 2004) :
| Nom         | Surface (km²) | Population | Code     |
| ----------- | ------------- | ---------- | -------- |
| al-Qutayfah | 270,68        | 44 820     | SY030300 |
| Jayroud     | 382,07        | 31 821     | SY030301 |
| Maaloula    | 226,06        | 12 192     | SY030302 |
| ar-Ruhaybah | 708,82        | 30 450     | SY030303 |

## Localités
| Nom                    | Nom en arabe   | Population | Sous-district |
| ---------------------- | -------------- | ---------- | ------------- |
| ar-Ruhaybah            | الرحيبة        | 30 450     | ar-Ruhaybah   |
| al-Qutayfah            | القطيفة        | 26 671     | al-Qutayfah   |
| Jayroud                | جيرود          | 24 219     | Jayroud       |
| Muadamiyat al-Qalamoun | معضمية القلمون | 14 228     | al-Qutayfah   |
| al-Naseriyah           | الناصرية       | 4 827      | Jayroud       |
| Hala                   | حله            | 3 921      | al-Qutayfah   |
| Jubb'adin              | جبعدين         | 3 778      | Maaloula      |
| Ain al-Tinah           | عين التينة     | 3 206      | Maaloula      |
| Maaloula               | معلولا         | 2 762      | Maaloula      |
| al-Tawani              | التواني        | 2 446      | Maaloula      |
| al-Aatanah             | العطنة         | 1 897      | Jayroud       |
| al-Mansoura            | المنصورة       | 878        | Jayroud       |